# MBC 새로움체
MBC 새로움체는 문화방송에서 2020년에 만든 글꼴이다. 한글 11,172, 영문 94자, 심볼 186자로 포함되어 있다.